# Klauenschaltung

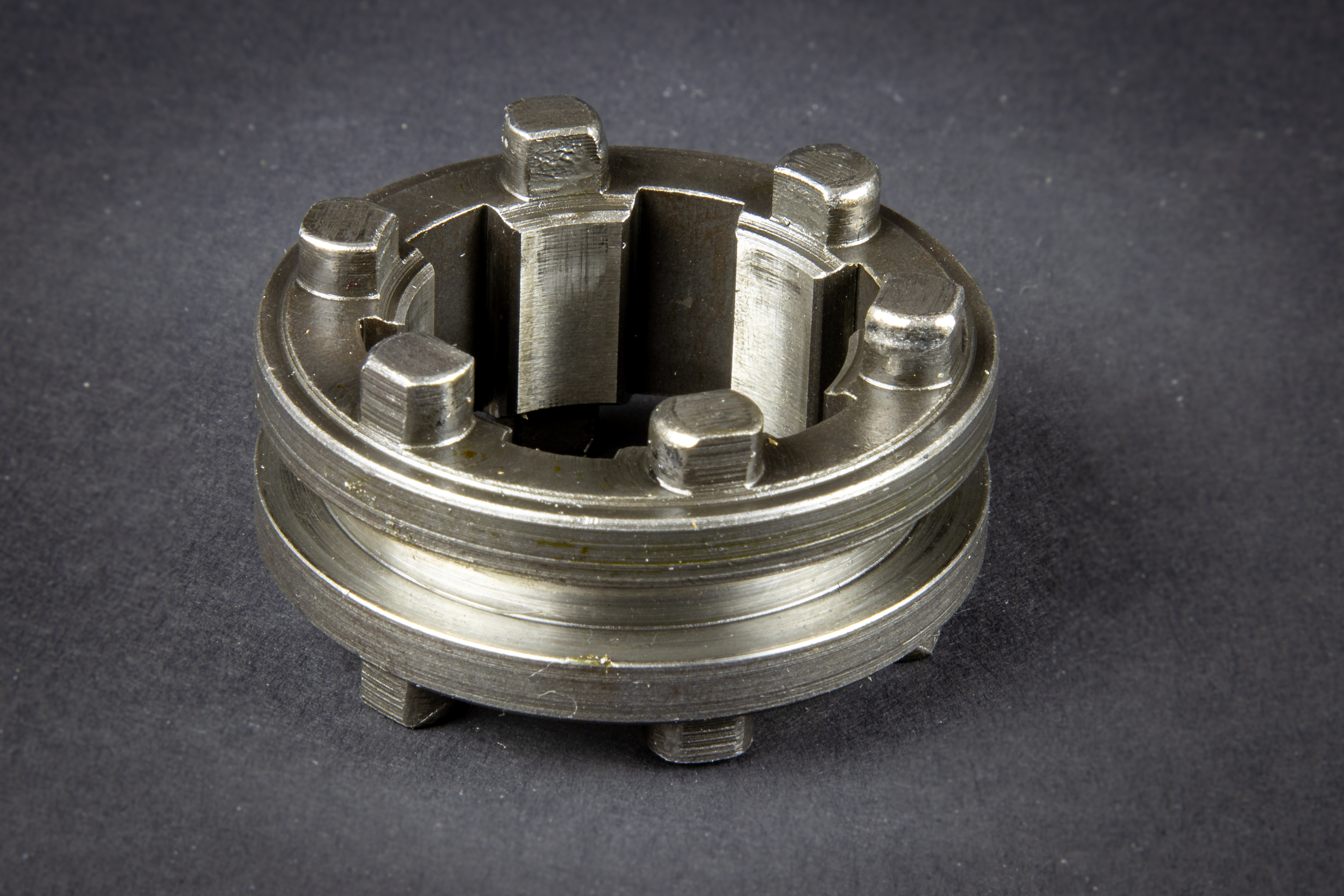
Schaltklaue eines BMW R 51/3 -Motorrades Bj. 52 mit 2-Wellen-Getriebe

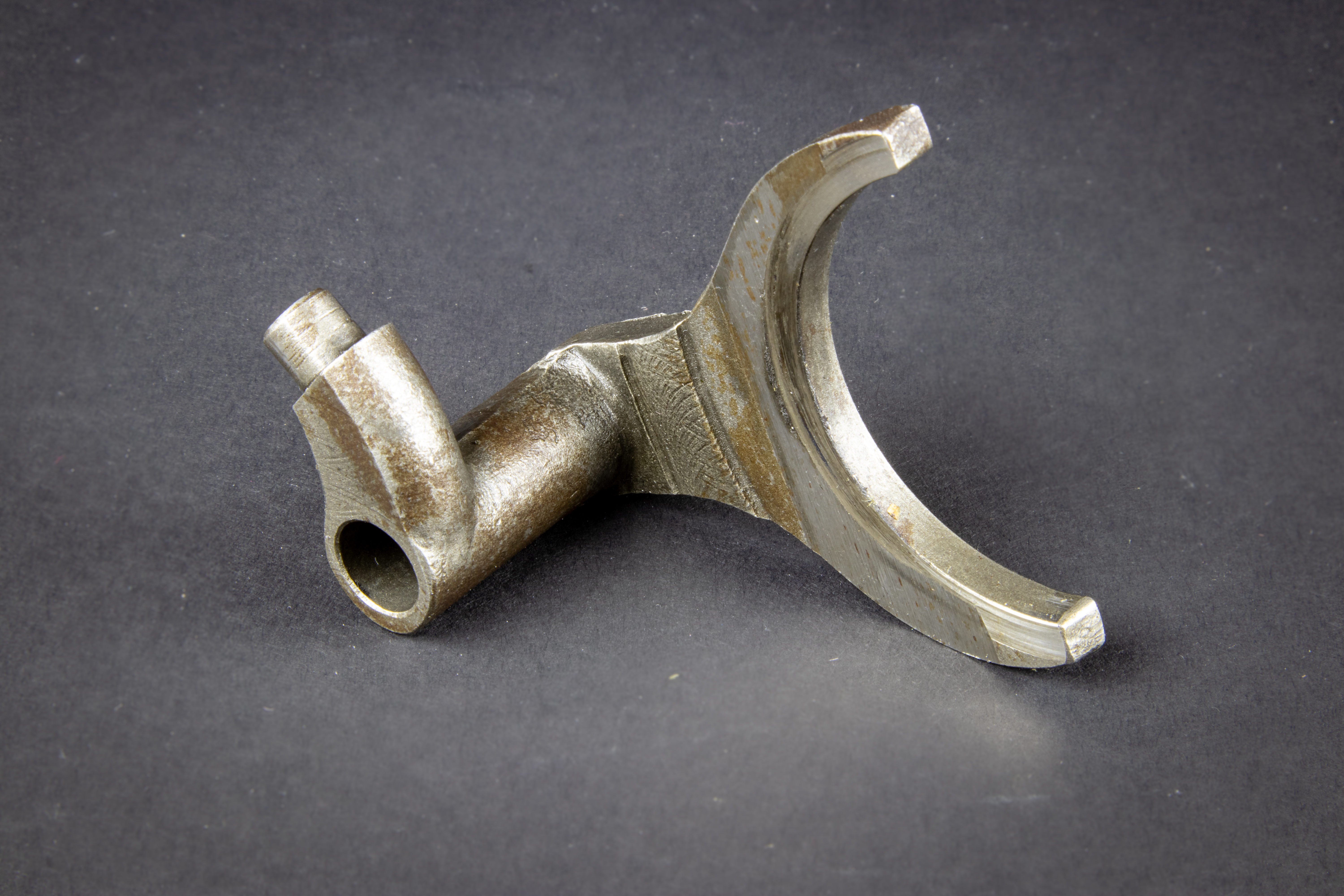
Schaltgabel eines BMW R 51/3 -Motorrades Bj. 52 mit 2-Wellen-Getriebe

Die Klauenschaltung ist ein Begriff aus dem Maschinenbau und stellt eine mögliche Variante der Fahrzeuggetriebe dar. 
Bei der Klauenschaltung wird das auf der Getriebewelle unverschiebbar, aber frei drehbar gelagerte Zahnrad eines Gangs beim Schalten mit einer Klauenkupplung (durch axiales Verschieben eines Klauenrings) mit der Welle verbunden und kann dann ein Drehmoment übertragen. Bei einem Schieberadgetriebe sitzen die Zahnräder drehfest, aber verschiebbar auf einer Keilwelle, bei der Ziehkeilschaltung wird ein Ziehkeil im Inneren der axial meist zweifach genuteten losen Getriebewelle axial verschoben. 

## Vergleich zur Ziehkeilschaltung
Die Klauenschaltung kann ein höheres Drehmoment übertragen als die Ziehkeilschaltung der Ziehkeilgetriebe; der Nachteil ist die größere Breite eines Klauengetriebes und das resultierende höhere Gewicht. Getriebe mit Klauenschaltung sind aber kompakter als solche mit Schieberädern und lassen sich besser mit Schrägverzahnung ausführen. Ältere Fahrzeuggetriebe haben oft beides: Rückwärts- und I. Gang mit gradeverzahnten Schieberädern, höhere Gänge mit schrägverzahnten Rädern und Klauenschaltung oder Synchronisation.
Ein weiterer grundsätzlicher Unterschied besteht in der möglichen Gangabfolge: Ziehkeilschaltungen erlauben nur sequentielle Gangwechsel. (Um vom fünften in den ersten Gang zu kommen, muss der Ziehkeil einmal längs der gesamten Nuten verschoben werden.) Schaltklauen hingegen können prinzipiell auch in jede Lage frei versetzt werden, soweit ihre äußere Betätigung über die Schaltwalzen oder andere Betätigungsmechaniken dies ermöglicht. Bei Mopeds und Kleinkrafträdern ist dies nicht realisiert, d. h. die Klauengetriebe arbeiten wegen der Schaltwalzenausführung ebenso sequentiell, jedoch bei Motorrädern (zum Teil) und in Automobilgetrieben ist die freie Gangwahl für Klauengetriebe realisiert: Gangwechsel können auch vom z. B. vierten Gang in den ersten geschehen.
In den Kleinkrafträdern der 1970er Jahre lassen sich die Unterschiede erfahren: Unternehmen wie Hercules, DKW und teilweise Zündapp bauten Ziehkeilgetriebe; die als „edler“ angesehene Konkurrenz von Kreidler und Puch baute hingegen die als robuster angesehenen Klauenschaltungen ein. Die Kleinkrafträder von Simson hatten zunächst Klauenschaltung, 1980 wurde im Zuge der Motorgeneration M541 auf Ziehkeilgetriebe umgestellt. Dies brachte unter anderem geringeren Verschleiß (keine Schaltklauen), eine kräftigere Gangverrastung und mehr Wartungsfreundlichkeit mit sich. Zudem konnte nun das Dreiganggetriebe mit nur geringen Änderungen auf vier und fünf Gänge erweitert werden.

## Beschreibung der Skizzen
Beschreibung eines prinzipiellen Zweigang-Klauengetriebes mit Abbildungen:

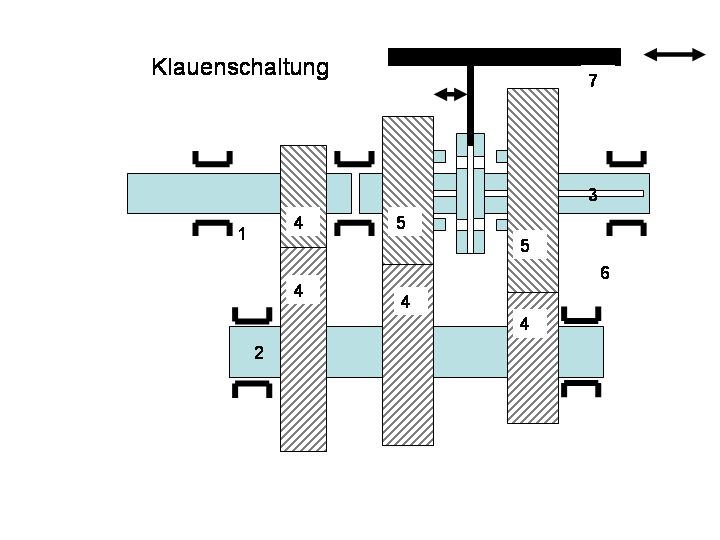
Bild 1, Zweigangklauenschaltung, Prinzip
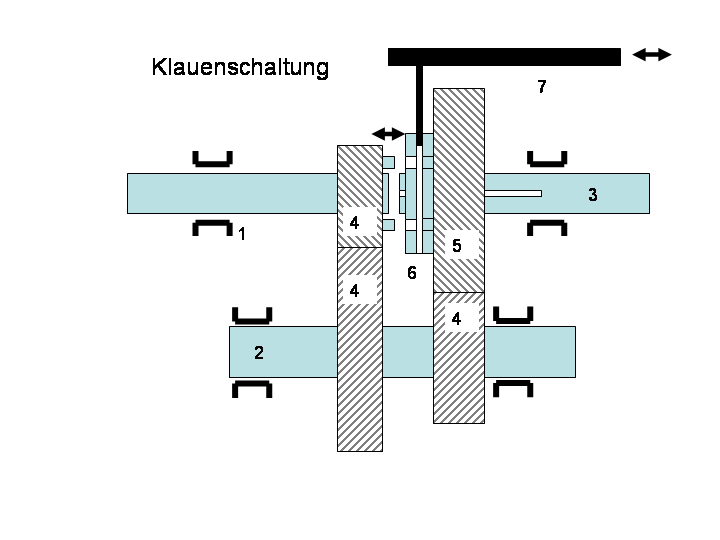
Bild 2, Zweigangklauenschaltung, vereinfacht. Zweiter Gang per Durchverbinden
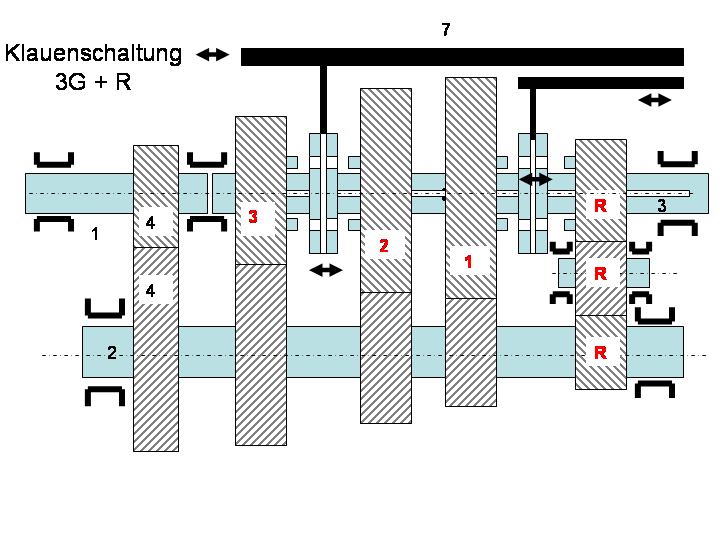
Bild 3, Dreigangklauenschaltung mit Rückwärtsgang
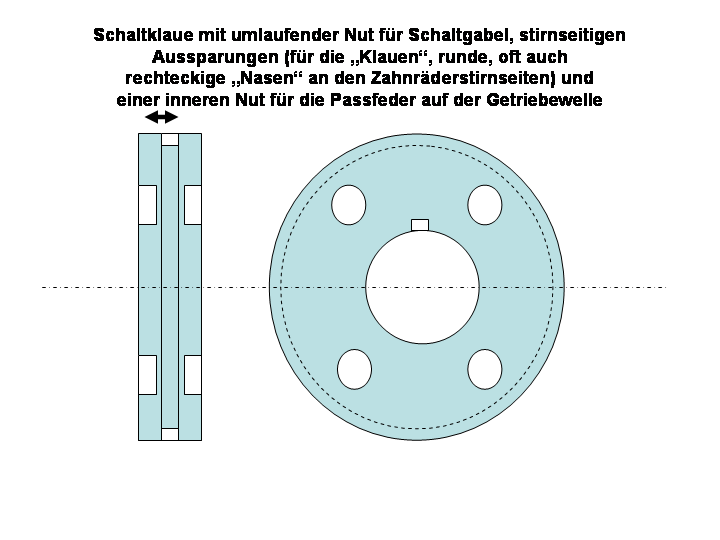
Bild 4, Klaue

1. Getriebe-Eingangswelle mit festem Zahnrad, das stirnseitig Klauen trägt
2. Getriebe-Nebenwelle mit Zahnrad 4, das mit Rad auf Eingangswelle kämmt
3. Getriebe-Ausgangswelle, längsgenutet
4. Zahnrädersätze mit Schrägverzahnung
5. Zahnrad, auf Ausgangswelle verdrehbar, aber nicht verschiebbar
6. Schaltklaue, axial verschiebbar, aber nicht verdrehbar (in Längsnute geführt)
7. Schaltgabel mit Betätigungsstange. Greift in Nut der Schaltklaue und verschiebt Klaue axial:

nach rechts ans Zahnrad 5 → Getriebe untersetzt, 1. Gang, oder 
nach links, Klaue an die Eingangswelle, Ausgangswelle dreht sich genauso schnell wie Eingangswelle → 2. Gang
Im zweiten Bild eine vereinfachte Darstellung eines Zweiganggetriebes; für die langsame Verbindung geht der Drehmomentfluss über die Nebenwelle. Für die „schnelle“ Verbindung werden Eingangs- und Ausgangswelle stirnseitig gekuppelt (1:1-Drehzahl), die Zahnräder und die Nebenwelle laufen leer mit (Entkopplungsmechanismus nicht eingezeichnet).
Im dritten Bild ist ein einfaches Dreiganggetriebe mit Rückwärtsgang dargestellt. Die rechte Schaltklaue schaltet zwischen 1 und R (rot), d. h. zwischen erstem und Rückwärtsgang um. Die Rückwärtsfahrt ist möglich, weil das dritte mittige R-Rad (mit eigener Lagerung der Welle) eine Drehrichtungsumkehr bewirkt (bei Mittelstellung der anderen Schaltklaue). In Mittelstellung der Schaltklaue für 1+R kann die linke Schaltklaue zwischen zweitem und drittem Gang umschalten.
Nachfolgend weitere Abbildungen mit Klauengetrieben:

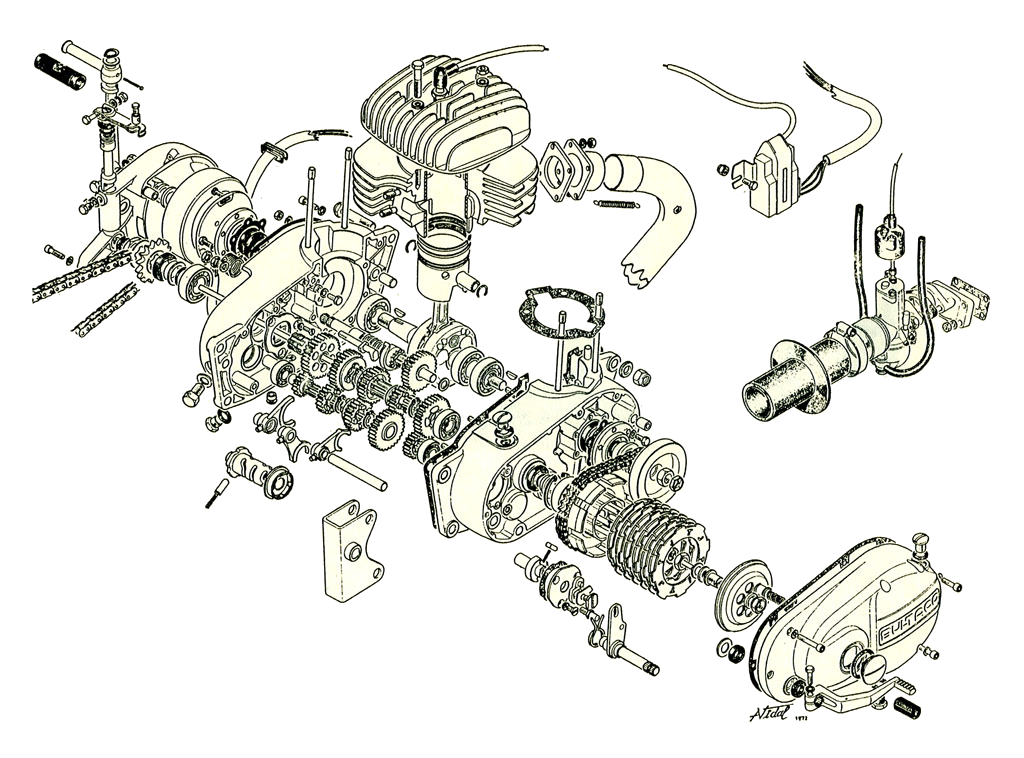
Explosionszeichnung mit einem Klauengetriebe für Motorräder.
Klauengetriebe für Motorräder.
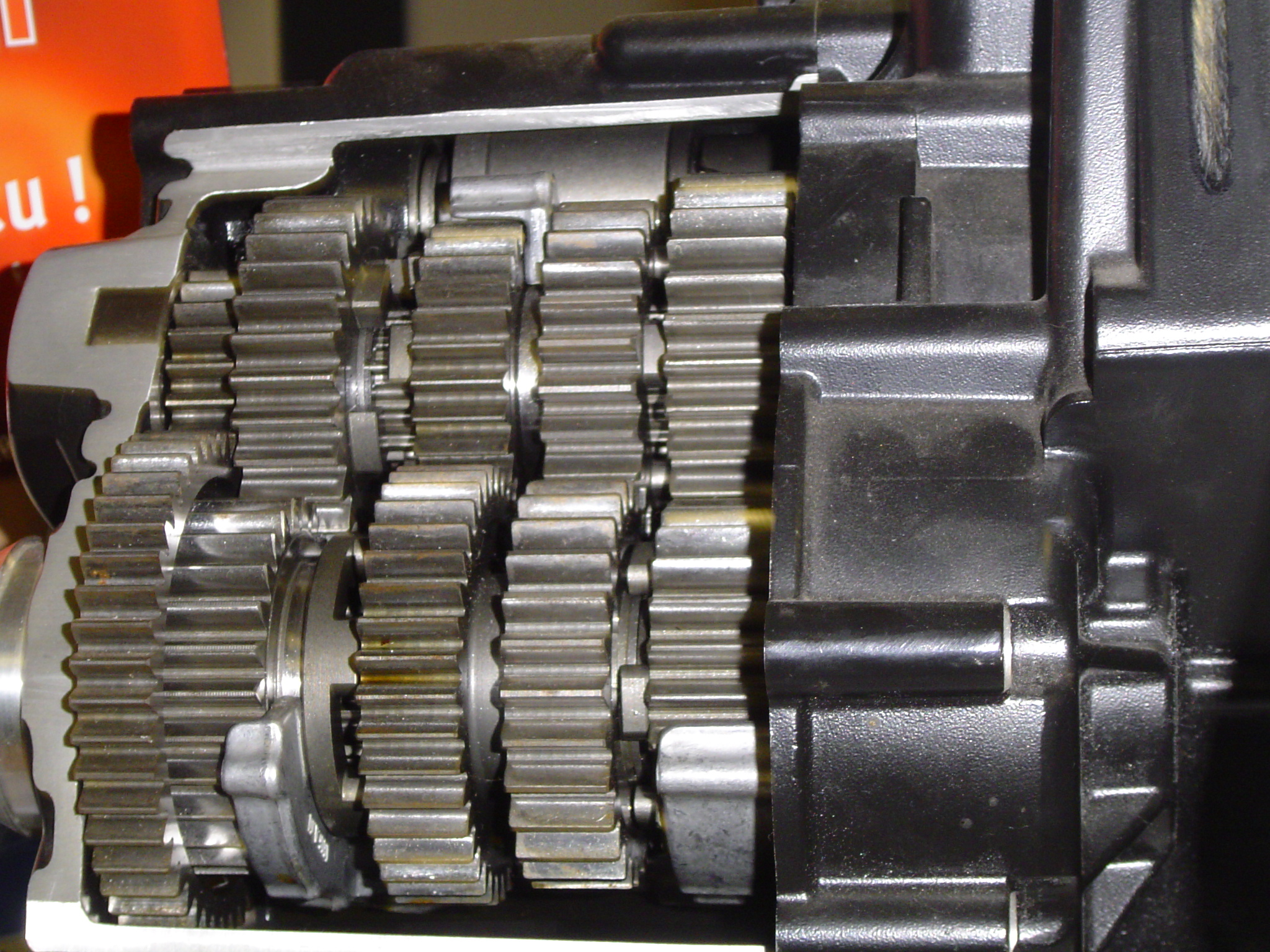
Klauengetriebe eines BMW-Motorrades um 2005.